# Kulohlavec
Kulohlavec (Globicephala) je rod kytovců z čeledi delfínovití (Delphinidae), který zahrnuje dva recentní druhy, a sice kulohlavce černého (G. melas) a Sieboldova (G. macrorhynchus). Tito mořští savci jsou rozšířeni ve většině oceánů od Grónska po Nový Zéland, přičemž kulohlavec černý se vyskytuje ve studených vodách obou polokoulí a kulohlavec Sieboldův preferuje teplé vody mírného, subtropického a tropického pásu. V místech, kde se areál výskytu obou druhů překrývá, druhy nelze na moři spolehlivě odlišit. Jednoznačné rozpoznání druhů je možné až po analýze lebky. Jedná se o jedny z největších zástupců delfínovitých kytovců, velikostně je přesahuje pouze kosatka dravá.
Základ jejich jídelníčku tvoří desetiramenatci, nepohrdnou však ani středně velkými rybami. Měkkým tělům desetiramenatců je uzpůsoben kulohlavčí chrup, který zahrnuje jen malý počet tupých zubů, sloužících k uchopení kořisti spíše než jejímu trhání. Kulohlavci jsou vysoce sociální tvorové, kteří žijí ve stádech založených na matrilineární příbuznosti. Kulohlavci jsou jedněmi z nejčastějších druhů, u kterých dochází k masivním uvíznutím na mělčině: ta mohou mít celou řadu příčin, jako je nemoc, rozbouřené moře nebo geomagnetické anomálie. Kulohlavci černí jsou loveni na Faerských ostrovech a v Grónsku, kulohlavci Sieboldovi jsou občas loveni v Japonsku. Celkové počty obou druhů se odhadují ve stovkách tisíců a jejich stavy jsou patrně stabilní, pročež jsou oba druhy hodnoceny jako málo dotčené.

## Systematika
Prvně byl popsán kulohlavec černý, jehož formálně popsal britský přírodovědec Thomas Stewart Traill v roce 1809 jako Delphinus melas. Rod kulohlavec (Globicephala) vytyčil René Lesson v roce 1828. Vědecký název rodu je odvozen z latinského výrazu globus („koule“ či „zeměkoule“) a řeckého slova Kephale („hlava“). Kulohlavce Sieboldova popsal v roce 1846 britský přírodovědec John Edward Gray jako Globicephala macrorhynchus. K fosilním zástupcům patří Globicephala etruriae, jehož pozůstatky byly nalezeny v italském Toskánsku a jsou staré asi 3,6–2,6 milionů let. Globicephala baereckeii je znám z fosilizovaných kostí z pleistocenních vrstev Floridy.
Rozeznávají se tedy následující druhy a poddruhy kulohlavců:
- Globicephala macrorhynchus Gray, 1846 – kulohlavec Sieboldův
- Globicephala melas (Traill, 1809) – kulohlavec černý
  - G. m. edwardii (A. Smith, 1834) = poddruh z jižní polokoule
  - G. m. melas (Traill, 1809) = poddruh ze severní polokoule

Poddruhy kulohlavce černého se od sebe oddělily snad někdy před více než 10 000 lety, kdy oteplování oceánů vytvořilo mezi oběma druhy přirozenou přírodní bariéru v podobě teplých tropických vod. U severních a jižních břehů Japonska se vyskytují dvě odlišné populace kulohlavců Sieboldových, které se od zbytku populace mírně liší geneticky i morfologicky. Tyto populace mohou představovat samostatné poddruhy.

## Výskyt a populace

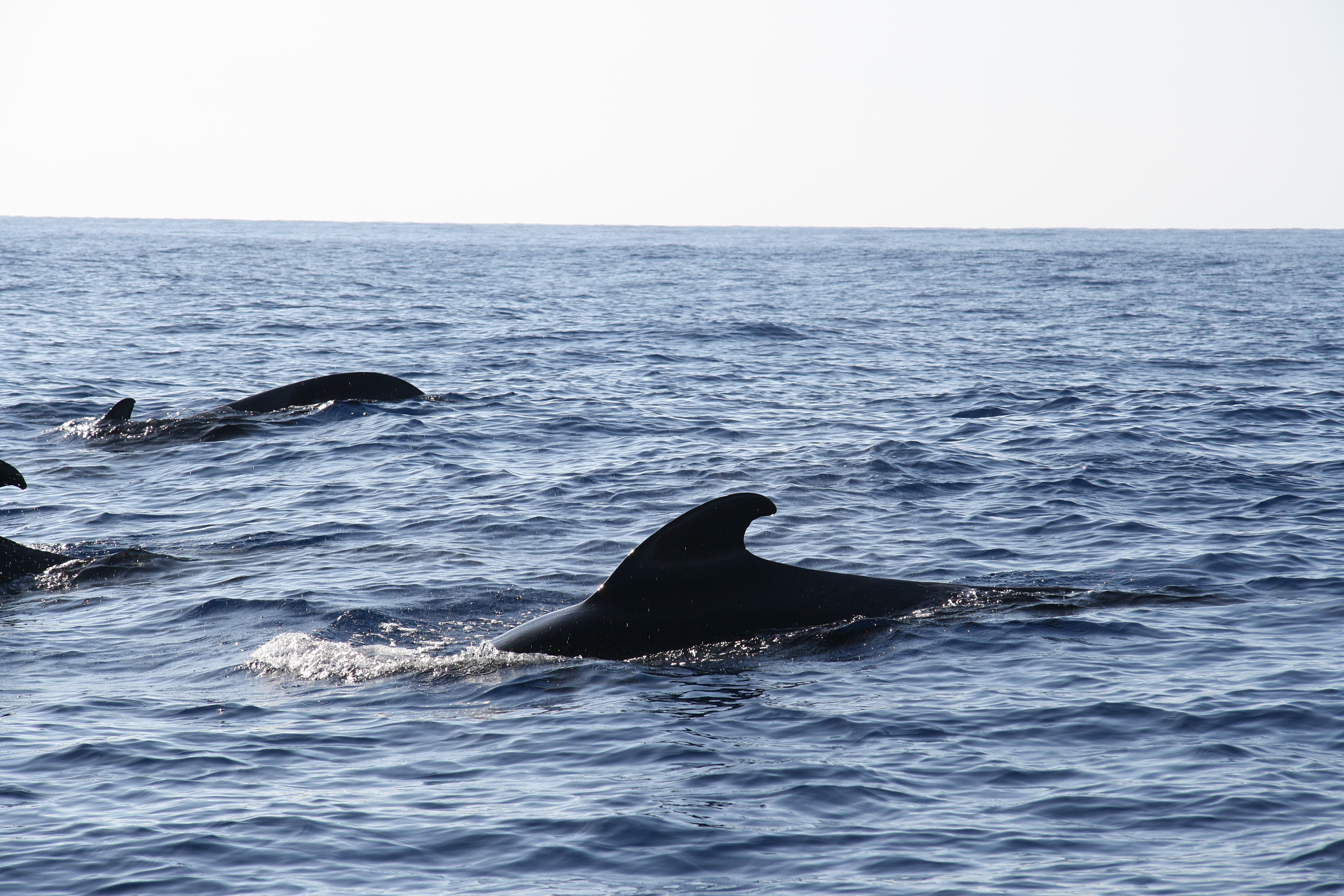
Kulohlavci černí na moři s vyčnívajícími hřbetními ploutvemi

Kulohlavci mají kosmopolitní rozšíření ve všech oceánech. Vyskytují se jak v pobřežních mělkých vodách, tak v pelagiálu. Kulohlavec černý se vyskytuje v subpolárních, mírných a částečně i subtropických vodách severní i jižní polokoule. Obecně se dá říci, že kulohlavec černý obývá studenější vody než kulohlavec Sieboldův. Kulohlavec černý se dělí do dvou poddruhů. Subsp. edwardii obývá jižní polokouli v pásu oceánů od Chile přes Nový Zéland, Austrálii a Jižní Afriku po Argentinu. Celkový počet jedinců této populace byl v roce 2006 odhadnut na cirka 200 000 jedinců. Subsp. melas obývá severní oblast Atlantského oceánu v pásu zhruba vymezeném Jižní Karolínou na jihozápadě a Azory a Marokem na jihovýchodě. Výskyt poddruhu na severu zasahuje ke kanadskému Newfoundlandu, Grónsku, Islandu a k severnímu Norsku. V roce 1989 byla tato populace odhadnuta na 778 000 jedinců.
Kulohlavec Sieboldův obývá vody tropického, subtropického a teplejší vody mírného pásu Indického, Atlantského a Tichého oceánu mezi cca 50° s. š. a 40° j. š. Data o početnosti globální populace chybí, avšak v roce 2018 byla populace zcela hrubě odhadnuta na 700 000 jedinců. Toto číslo je však potřeba brát s velkou opatrností, protože kvantifikace početnosti druhu na řadě míst zcela chybí.
Areál výskytu obou druhů se mírně překrývá v mořích mírného pásu severního a jižního Atlantiku, u pacifického pobřeží Peru a u Jižní Afriky. Typicky se nevyskytují v geograficky částečně uzavřených mořích. Středozemní moře v severozápadní části hostí malou populaci kulohlavců černých. O stavu této populace se toho příliš neví, hrubé odhady její velikosti se udávají na 2000–10 000 jedinců. Kulohlavec Sieboldův byl ve Středozemí zaznamenán pouze jednou.

## Popis

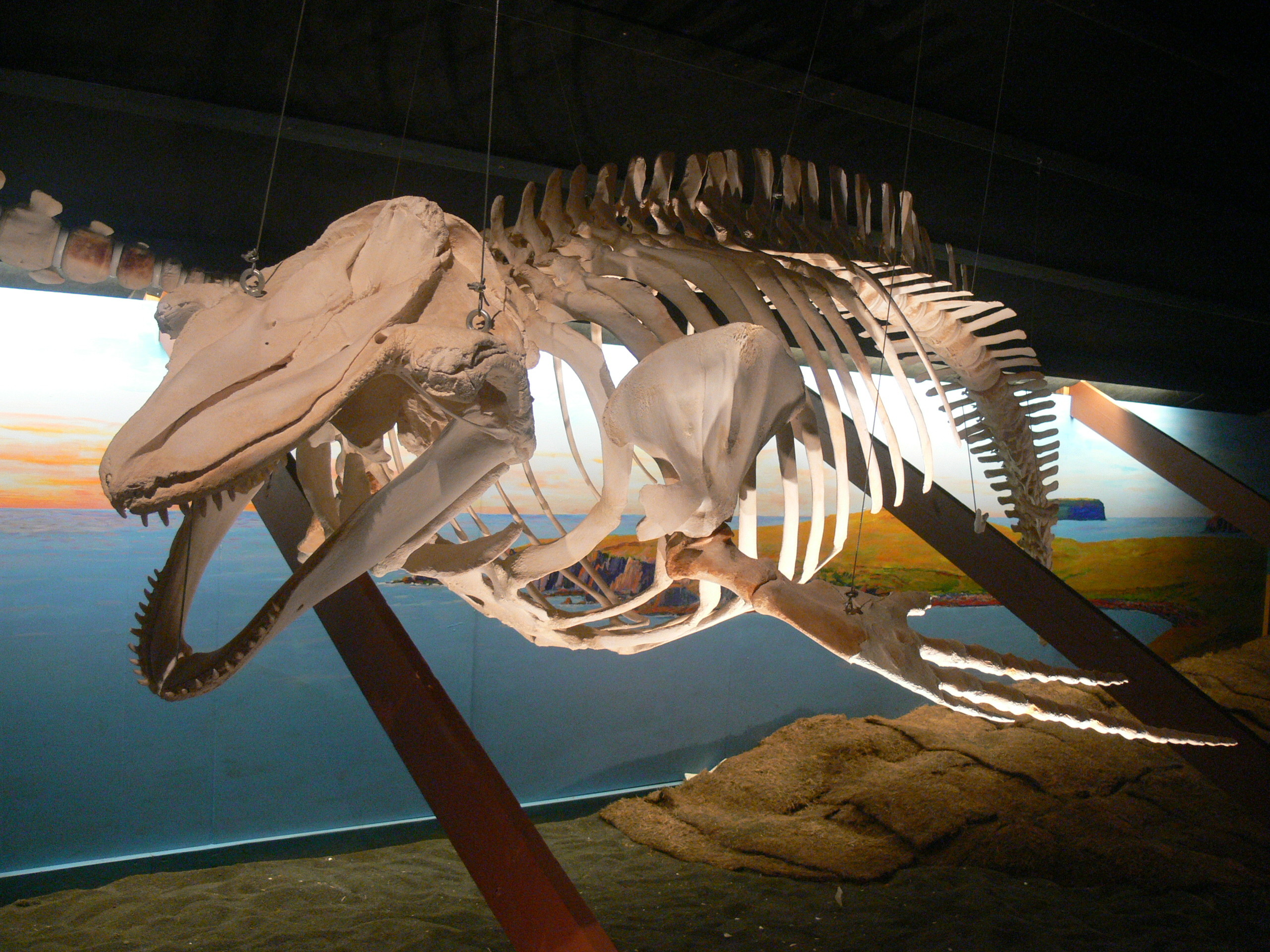
Kostra kulohlavce černého

Kulohlavci mají robustní, dlouhé a štíhlé tělo. Barva kůže je jednolitě černá či tmavě šedá, pouze na břichu, hrudi a v oblasti hřbetu se mohou nacházet světlejší místa, někdy v podobě kotvy (v oblasti brady) nebo světlejšího bílého pruhu (oblast za očima směrem k vrcholu hřbetu). Mláďata bývají světlejší než dospělci. Nápadný je hlavně velký baňatý meloun v přední části hlavy, který bývá nejnápadnější u starších jedinců, u kterých může vyčnívat až před rypec. Samci mívají nápadnější meloun než samice. Rypec (někdy též nazývaný zobák) je pouze velmi krátký nebo zcela chybí.

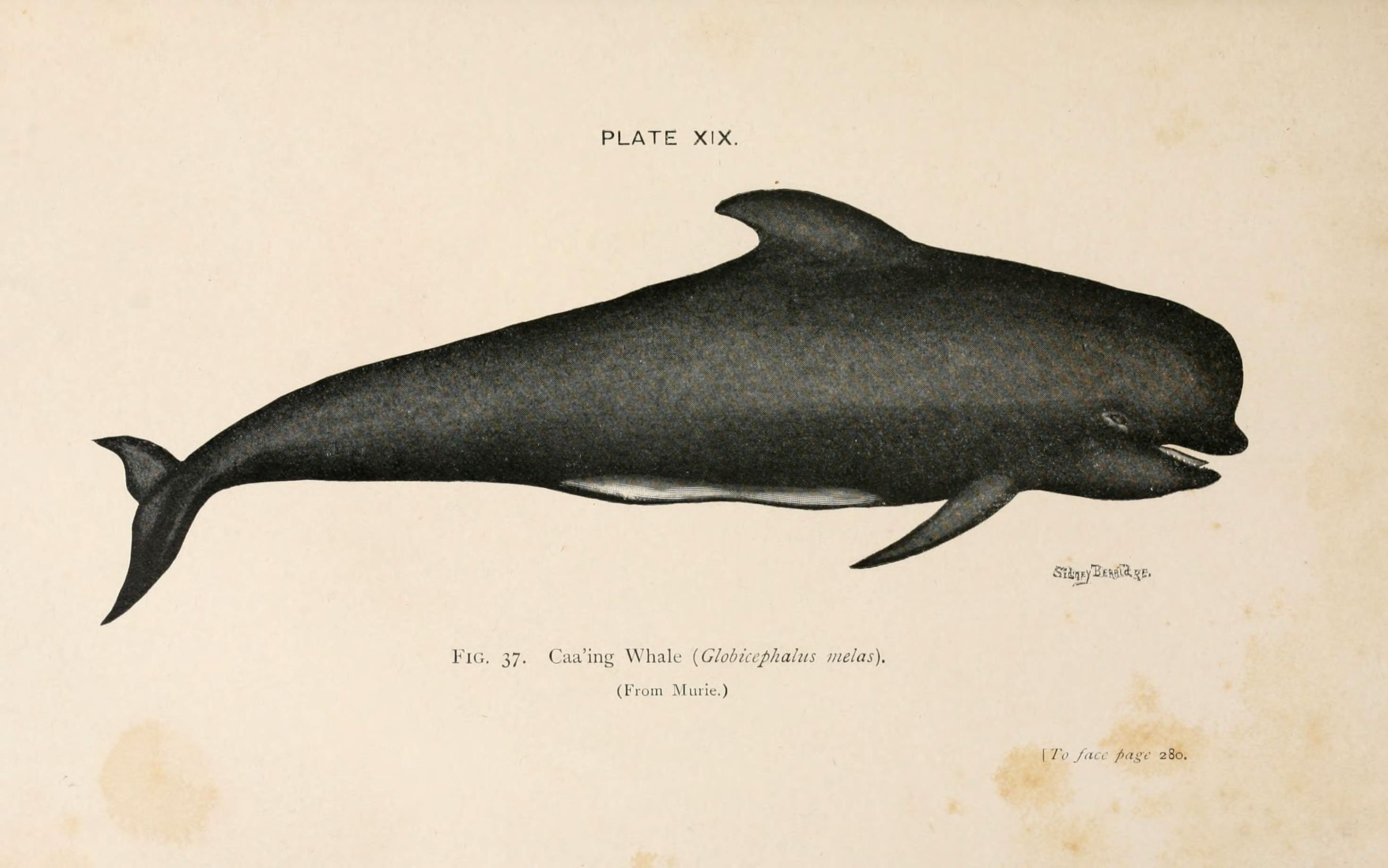
Ilustrace kulohlavce černého

Relativně nízká hřbetní ploutev je posazena někde v první třetině hřbetu a s věkem se prodlužuje. Hřbetní ploutev je u základny široká a masitá, hlavní linka ploutve vedoucí od hřbetu k vrcholu je mírně zakulacená, na konci silně srpovitě zahnutá, přičemž koneček ploutve není špičatý, ale spíše zakulacený. U kulohlavců černých bývá konec hřbetní ploutve výrazněji zahnut než u kulohlavce Sieboldova. Ocasní ploutev má širokou základnu, konce jejích polovin jsou zašpičatělé. Hrudní ploutve jsou posazeny blízko u hlavy. Bývají jemných křivek, poměrně úzké, srpovitě zahnuté a s ostrou špičkou. U kulohlavce černého se hrudní ploutve s věkem silně ohýbají, čímž lze starší jedince většinou rozlišit od kulohlavců Sieboldových, jejichž hrudní ploutve jsou jen mírně zahnuté. Obecně platí, že délka hrudních ploutví kulohlavce černého dosahuje kolem jedné pětiny délky těla, což je více než u kulohlavce Sieboldova, jehož hrudní ploutve dosahují kolem jedné šestiny délky těla.

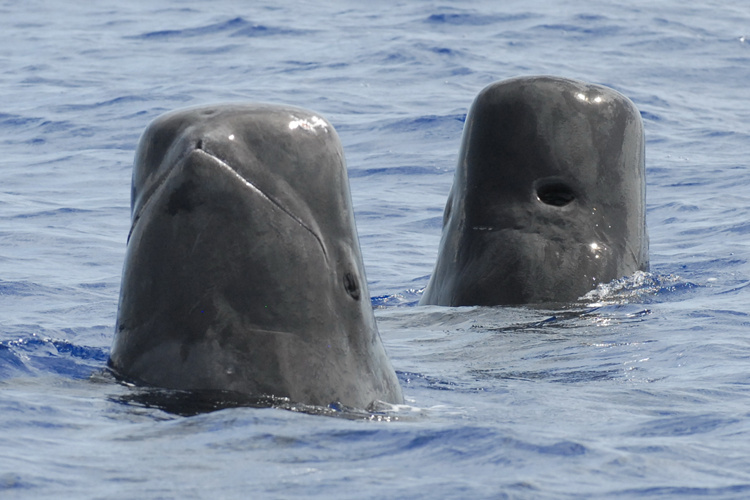
Dvojice kulohlavců Sieboldových zvědavě vykukující z vody

Rozeznat oba druhy ve volné přírodě lze jen velmi těžko. Zmíněné morfologické rozdíly jsou totiž jen minimální a těžko pozorovatelné, většina těchto rysů se může překrývat a jednoznačného druhového určení lze docílit pouze po analýze lebky. Kulohlavec černý má užší lebku a jeho mezičelist nechává odkryto kolem 1 cm bočního okraje horní čelisti. V čelistech kulohlavce černého se nachází kolem 9–12 zubů v každé řadě. Naproti tomu kulohlavec Sieboldův má kratší a širší lebku, mezičelist zcela překrývá horní čelist. V každé řadě je umístěno 7–9 zubů. Vzhledem k ostatním delfínovitým je celkový počet zubů kulohlavců velmi nízký, což bývá dáváno do souvislosti s hlavním typem kořisti, kterou tvoří měkká těla desetiramenatců. Podobně nízký počet zubů mají i plískavice šedé a vorvani obrovští, u nichž v potravě taktéž dominují desetiramenatci.
Kulohlavci se vyznačují poměrně výrazným pohlavním dimorfismem ve velikosti těla, kdy samci svou délkou výrazně přesahují délku samic. Kulohlavci Sieboldovi dosahují délky těla kolem 5,5 m u samic a 7,2 m u samců. Samice váží kolem 1500 kg, samci mohou vážit až 3600 kg. Kulohlavci černí dosahují délky těla 5,7 m u samic a 6,7 m u samců. Samice váží až 1300 kg, samci 2300 kg. Obecně platí, že kulohlavci černí jsou o něco delší než kulohlavci Sieboldovi. Tyto rozměry činí z kulohlavců druhé největší zástupce delfínovitých, větší je pouze kosatka dravá.

## Biologie

### Potrava a ponořování

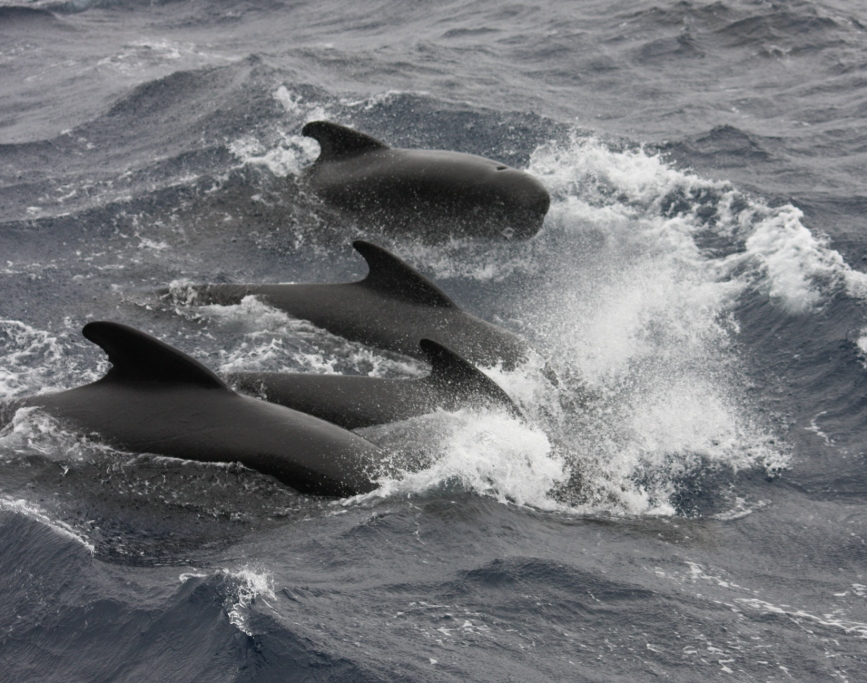
Stádo kulohlavců černých u irských břehů

Hlavní potravní složkou kulohlavců tvoří desetiramenatci, doplňkovou stravou jsou středně velké ryby a částečně i krevety. Kořist nasávají a jejich malý počet zubů slouží hlavně k pevnému uchopení kořistí spíše než jejímu trhání a žvýkání. K jejímu zaměření slouží echolokace. K lovu dochází pod hladinou při ponorech dlouhých i přes deset minut. Typická hloubka ponorů bývá jen několik desítek metrů, avšak dokáží se ponořit i do hloubek kolem 1000 m. Zatímco během dne dochází hlavně k mělčím ponorům, v noci se kulohlavci vydávají hlouběji. Při hlubokých ponorech kulohlavců Sieboldových často dochází k velmi rychlému pohybu pod vodou, což je v rozporu s chováním řady jiných větších druhů kytovců, kteří se pod vodou pohybují pomocí pomalých, rozvážných pohybů, jejichž cílem je optimalizace nakládání s kyslíkem. Při rychlé plavbě kulohlavců se tito kytovci patrně zaměřují na velkou, pomalými pohyby těžko dostupnou kořist jako je krakatice obrovská. Taktika krátkých sprintů s velkým rizikem, avšak potenciálně velkým nutričním ziskem byla přirovnána k taktice gepardů. Je možné, že podobnou taktiku uplatňují i kulohlavci černí.

### Predátoři, parazité a nemoci

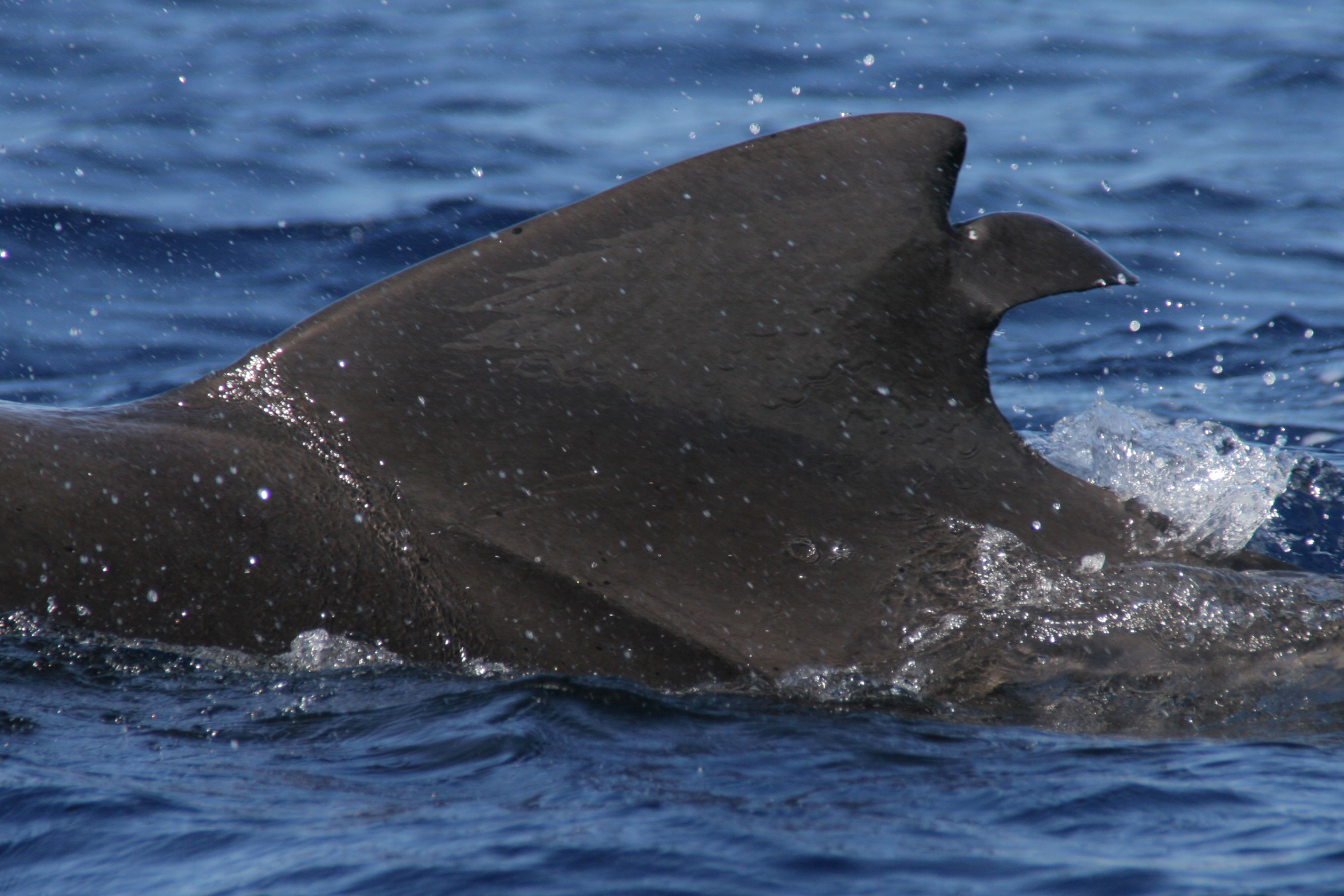
Příklad naštípnuté hřbetní ploutve kulohlavce; podobné zvláštnosti pomáhají vědcům v identifikaci konkrétních jedinců

I přes chybějící svědectví se předpokládá, že kosatky dravé a velké druhy žraloků představují přirozené predátory kulohlavců. Kulohlavci jsou běžnými hostiteli parazitů jako jsou velrybí vši, tasemnice a hlístice. Vedle toho mohou přenášet řadu patogenních bakterií a virů, jako jsou streptokok, Pseudomonas, Escherichia, stafylokok nebo chřipka. Vzhledem k tomu, že se kulohlavci často a rádi mísí s jinými druhy kytovců, jsou považováni za přenašeče nebezpečných patogenů mezi kytovci, jako je paramyxovir Morbillivirus.

### Chování

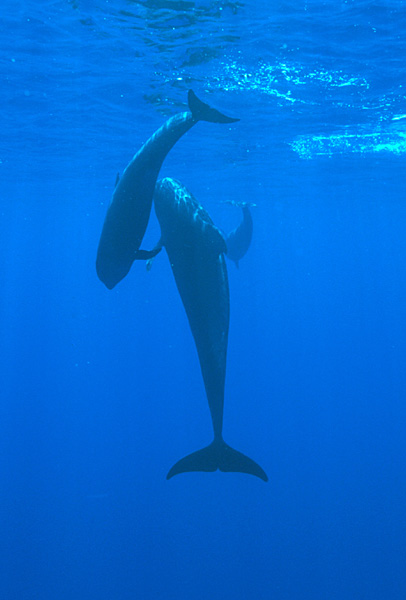
Matka kulohlavce Sieboldova s potomkem u Havajských ostrovů

Tito vysoce sociální živočichové se shlukují do stád o velikosti kolem 20–90 jedinců. Tyto skupiny jsou značně stabilní a kulohlavec typicky zůstává celý život ve stádu, do kterého se narodil. Stáda jsou založena na matrilineární příbuznosti a obsahují všechny věkové skupiny. Genetické analýzy potvrzují, že samec se páří pouze se samicemi z jiných stád, čímž se zabraňuje inbreedingu. Samci po spáření zůstávají se samicí pouze několik měsíců a pak se buď vrátí do svého mateřského stáda, nebo se připojí k jinému stádu.

Jedná se převážně o nomádské živočichy, jejich pohyb napříč oceány je často spojován s pohybem jejich kořisti. V extrémních případech se mohou pohybovat i 2400 km / měsíc. Některé populace jsou nicméně stále a trvale zůstávají v téže oblasti. K těmto populacím patří kulohlavci z Madeiry, Gibraltarské úžiny, Kalifornie nebo Havajských ostrovů. Tato stáda jsou poměrně často studována vědci, kteří dokáží rozeznat jednotlivé kulohlavce pomocí jejich hřbetních ploutví, na kterých se často nachází specifické jizvy, odlomky a výrůstky. Stáda kulohlavců se občas mísí s jinými druhy kytovců, nejčastěji delfíny z rodu Tursiops.

### Rozmnožování
Podobně jako u jiných ozubených kytovců je rozmnožovací cyklus kulohlavců velmi dlouhý. Vyznačuje se pohlavním dospíváním v poměrně pozdním věku, který je odlišný pro samce a samice, sezónní podmíněností doby říje a produkci jednoho mláděte za několik let. U kulohlavců černých dosahují samice pohlavní dospělosti v 8 letech, samci až ve 12. U kulohlavců Sieboldových samice pohlavně dospívají kolem věku 9 let a samci dokonce až kolem 15 let. Samci se přitom úspěšně spáří až několik let po dosažení pohlavní dospělosti.
Samice kulohlavců černých rodí jedno mládě pouze jednou za každé 3 a více let. Typický interval zabřeznutí u samic kulohlavců Sieboldových je dokonce pouze jednou za 5–8 let. Doba laktace u kulohlavců trvá asi 3 roky a i poté jsou mláďata někdy přikrmována mateřským mlékem. Tato extrémně dlouhá doba laktace je založena spíše na sociálních vazbách než na nutriční potřebě mláďat. Komplexnost sociálních vazeb kulohlavců demonstruje i to, že i reprodukčně vysloužilá samice kulohlavce Sieboldova se i nadále může účastnit výchovy potomků. U samic kulohlavců Sieboldových bylo pozorováno kojení a výchova nevlastních, stádních mláďat i 15 let po překročení menopauzy, která u druhu typicky nastává kolem věku 40 let. Tato funkce sexuálně vysloužilých samic patrně pomáhá s přežitím mladých kulohlavců. Situace se poměrně zásadně liší u samic kulohlavců černých, u kterých k menopauze dochází na sklonku života a samice kulohlavců černých mohou zabřeznout i ve věku 55 let. Kulohlavci se mohou dožít kolem 60 let, přičemž samice se dožívají vyššího věku než samci.

### Vokalizace

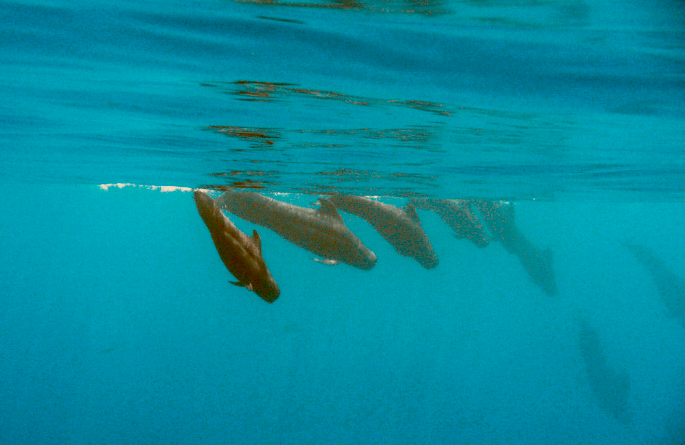
Skupinka kulohlavců černých u Malediv

Vedle echolokace, která slouží primárně k hledání potravy, kulohlavci vydávají i celou řadu dalších zvuků jako je pískání, tonální i pulzní zvuky, které jsou spojovány se sociální komunikací. Obecně platí, že čím vyšší aktivitu kulohlavci vykazují, tím častější a komplexnější jsou jejich vokální projevy. Vokalizace se u obou druhů poměrně zásadně liší. Pískání kulohlavců černých je oproti pískání kulohlavců Sieboldových mnohem níže položené, delší a má nižší frekvenční rozsah. Tato skutečnost je přikládána na vrub selekčnímu tlaku a absenci vizuálních signálů k mezidruhovému rozlišení. Jinými slovy druhy si jsou vizuálně velmi podobné, a proto k vzájemnému rozlišení používají raději zvuky. U kulohlavců černých jsou různé typy vokalizačních projevů přiřazovány k různým typům chování. Např. jednoduché pískání bývá spojováno s odpočinkem; při energetických, často koordinovaných aktivitách při hladině kulohlavci vydávají komplexní pískání a pulzy; v případě rozdělení stáda do menších podskupinek přes větší plochu vydávají kulohlavci černí mnohem větší množství různých typů pískání než v případě pohybu v soudržném stádu.
Studie tenerifské populace kulohlavců Sieboldových zjistila, že vokální repertoár kulohlavců je jedinečný pro každé stádo. Při ponořování početnost a délka zvuků vydávaných kulohlavci Sieboldovými klesá, což je patrně následek vzrůstajícího hydrostatického tlaku, který činí tvorbu zvuků náročnějším. U Austrálie bylo vypozorováno, že kulohlavci černí velmi dobře mimikují vokální projevy kosatek dravých, patrně za účelem zmatení či odlákání jejich pozornosti od kulohlavců. Vokální repertoár kulohlavců se dále vyznačoval duety, kdy jeden kulohlavec evidentně odpovídal na zpěv jiného jedince. Byla též zjištěna extrémní podobnost vokálního zpěvného repertoáru kulohlavců z jižní polokoule kulohlavcům ze severního Atlantiku.

### Uvíznutí

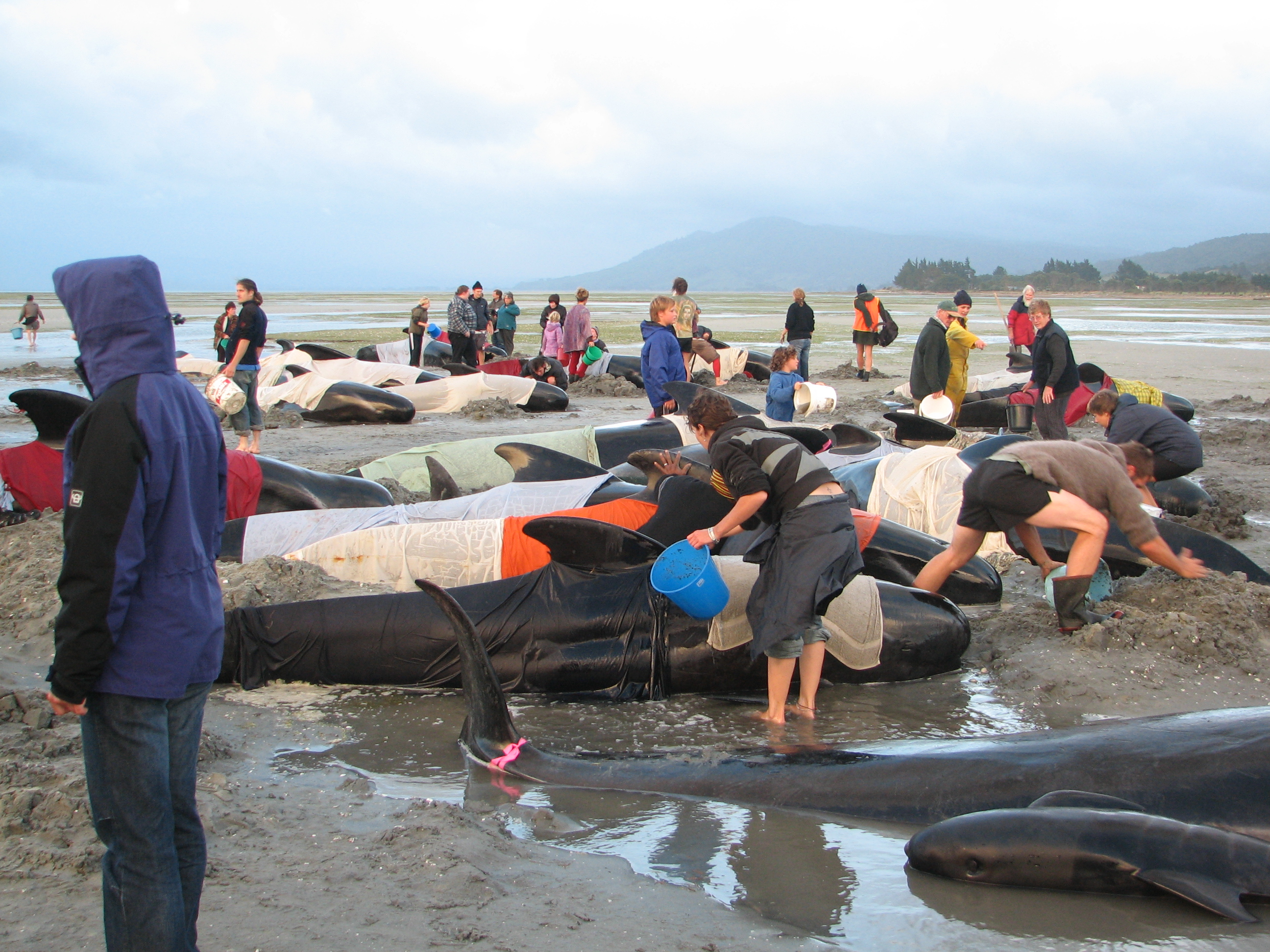
Dobrovolníci polévají těla kulohlavců na novozélandském Farewell Spit, čímž se snaží zabránit přehřátí kulohlavců

Kulohlavci černí jsou zdaleka nejčastějšími druhy, u kterých dochází k masivním uvíznutím na mělčině. Častou oblastí masivních uvíznutí kulohlavců černých je Nový Zéland a jeho Chathamské ostrovy. V roce 1918 na Chathamských ostrovech došlo vůbec nejmasivnější známé události uvíznutí kytovců, když kolem 1000 kulohlavců černých uvízlo na místní pláži. K masivním uvíznutím dochází i u kulohlavců Sieboldových. Uvíznout může jedinec nebo celá skupina kulohlavců o desítkách, výjimečněji i stovkách jedinců. V mnohých případech uvíznutí jednotlivců byla za příčinu uvíznutí identifikována nemoc, nicméně u masivních uvíznutí se původní příčiny často lze jen stěží dopátrat. Předpokládá se, že klíčovou roli v masivních uvíznutích hrají silná sociální pouta kulohlavců, která podle všeho nejsou založena na příbuzenských vztazích. Podle této často uváděné teorie sociálních pout nejdříve jeden či několik kulohlavců z nějaké příčiny uvíznou na mělčině, začnou vysílat stresové signály a ostatní kulohlavci jim přijdou na pomoc a uvíznou také. Existuje řada hypotéz o příčinách uvíznutí prvních jedinců. Patří k nim nechtěné zabloudění do mělkých vod, kde dojde k následnému překvapení odlivem, dále geomagnetické anomálie, které mohou mít vliv na navigační schopnosti kulohlavců nebo rozbouřené moře. V uvíznutí kulohlavců může hrát roli i zvukové znečištění moři, především výkonné sonary námořnictva. Silná sociální pouta jsou pak to, co způsobí masivní uvíznutí.

## Vztah k lidem

### Lov

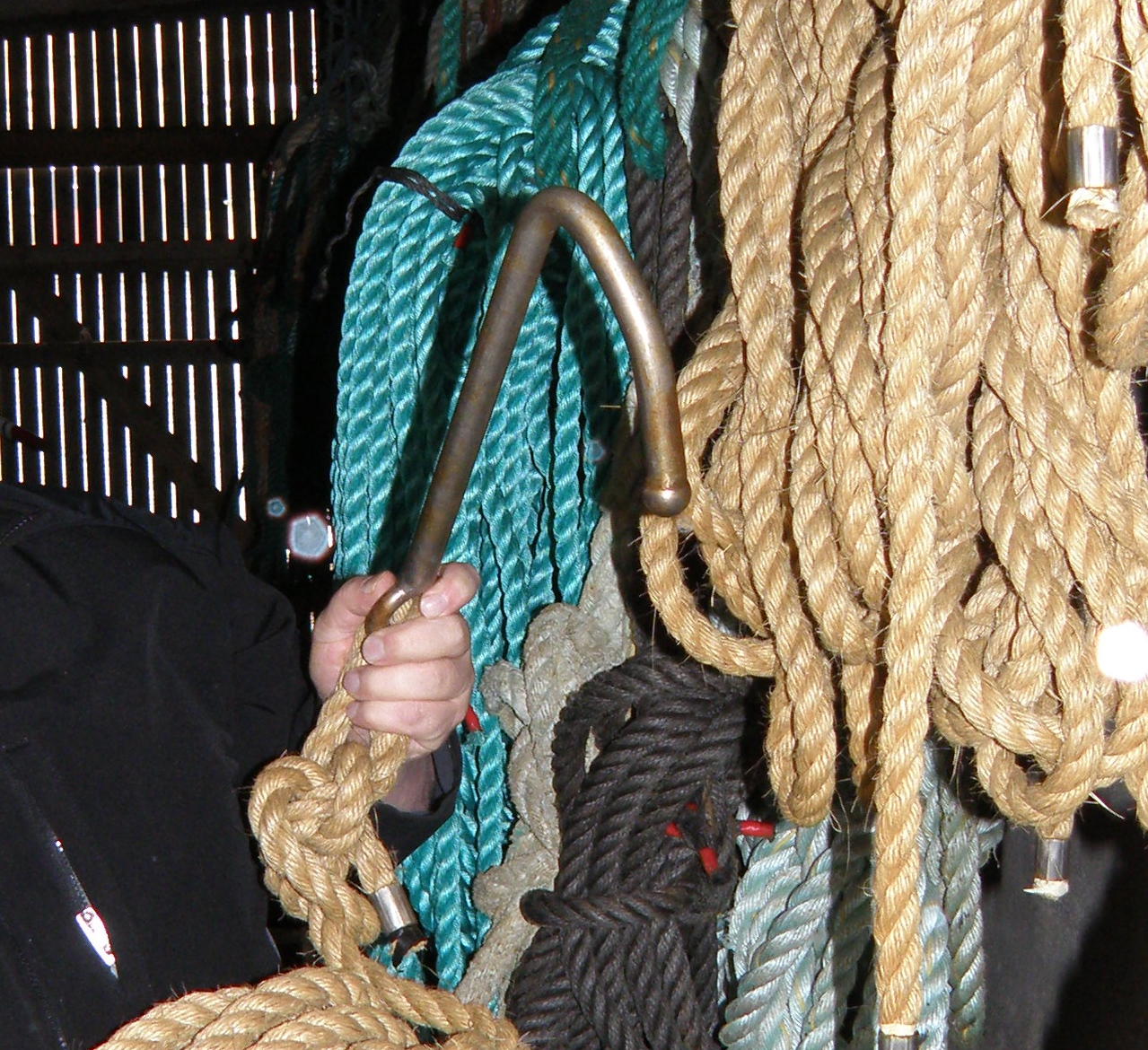
Hákovitý nástroj s tupou špičkou používaný na Faerských ostrovech k vytáhnutí kulohlavců na břeh za jejich nozdry

Kulohlavci bývali tradičně loveni komunitami z Japonska, Norska, Grónska, Irska, Newfoundlandu, Karibiku a Cape Cod. Lov kulohlavců černých se v moderních dobách omezuje na Grónsko a Faerské ostrovy. Na Faerských ostrovech, kde se lov kytovců označuje tradičním výrazem grindadráp, se psané záznamy o lovu kulohlavců datují do 16. století, avšak lov započal již v 9. století. Lov na Faerských ostrovech probíhá tak, že jakmile je spatřeno stádo kulohlavců černých, místní naskočí do lodí a s pomocí hlasitých zvuků bez použití sítí zaženou stádo do jedné z cca 28 předepsaných zátok, kde dojde k uvíznutí kulohlavců na mělčině. Poté místní naskáčou do vody a začnou kulohlavce vtahovat na mělčinu pomocí háků zabodnutých do nozder, načež je usmrtí zvláště upravenými bodnými zbraněmi. Takto Faeřani každoročně usmrtí kolem 1000 kulohlavců černých. Při jednom takovém lovu je typicky usmrceno celé stádo. Po skončení lovu je maso rozděleno mezi lovce a místní komunitu. Maso kulohlavců je černé. Často se konzumuje v tradičním pokrmu zvaném tvøst og spik, který zahrnuje sušené maso kulohlavců (tvøst), jejich podkožní tuk (spik) a brambory.

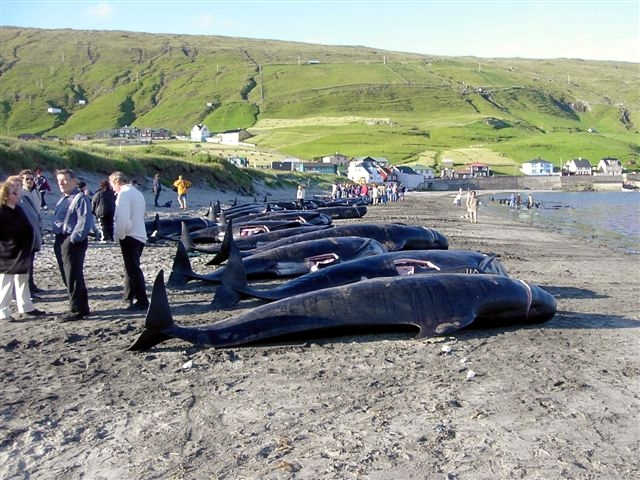
Zabití kulohlavci na břehu u Hvalby (Faerské ostrovy)

Zatímco Feařené zdůrazňují kulturní tradici lovu, udržitelnost a to, že maso kulohlavců je důležitou součástí jejich jídelníčku, kritici poukazují na to, že takto kruté zacházení s vysoce vnímavými a sociálními druhy nemá v moderní společnosti místo a od 2. poloviny 20. století je lov převážně sportovní povahy spíše než nutností. V Grónsku je lov kulohlavců spíše sporadický a v menším měřítku. K lovu dochází z lodí pomocí pušek a harpun. Jak v Grónsku, tak na Faerských ostrovech je lov kulohlavců považován za udržitelný, tzn. bez zásadního vlivu na globální početnost populace.
Kulohlavci Sieboldovi byli v minulosti loveni hlavně kolem Japonska. Mezi lety 1972–2009 bylo v tamějších vodách odloveno několik set kulohlavců Sieboldových ročně. Od. 80. let počet ulovených kulohlavců nicméně upadal, patrně z důvodu prudkého poklesu početních stavů. Tamější populace kulohlavců Sieboldových se z těchto lovů patrně nikdy nezotavila a kulohlavci jsou v japonských vodách považováni za vzácné. V moderních dobách jsou kulohlavci Sieboldovi ve větších počtech loveni spíše sporadicky rybáři z Taidži v prefektuře Wakajama na ostrově Honšú.

### Chov v zajetí

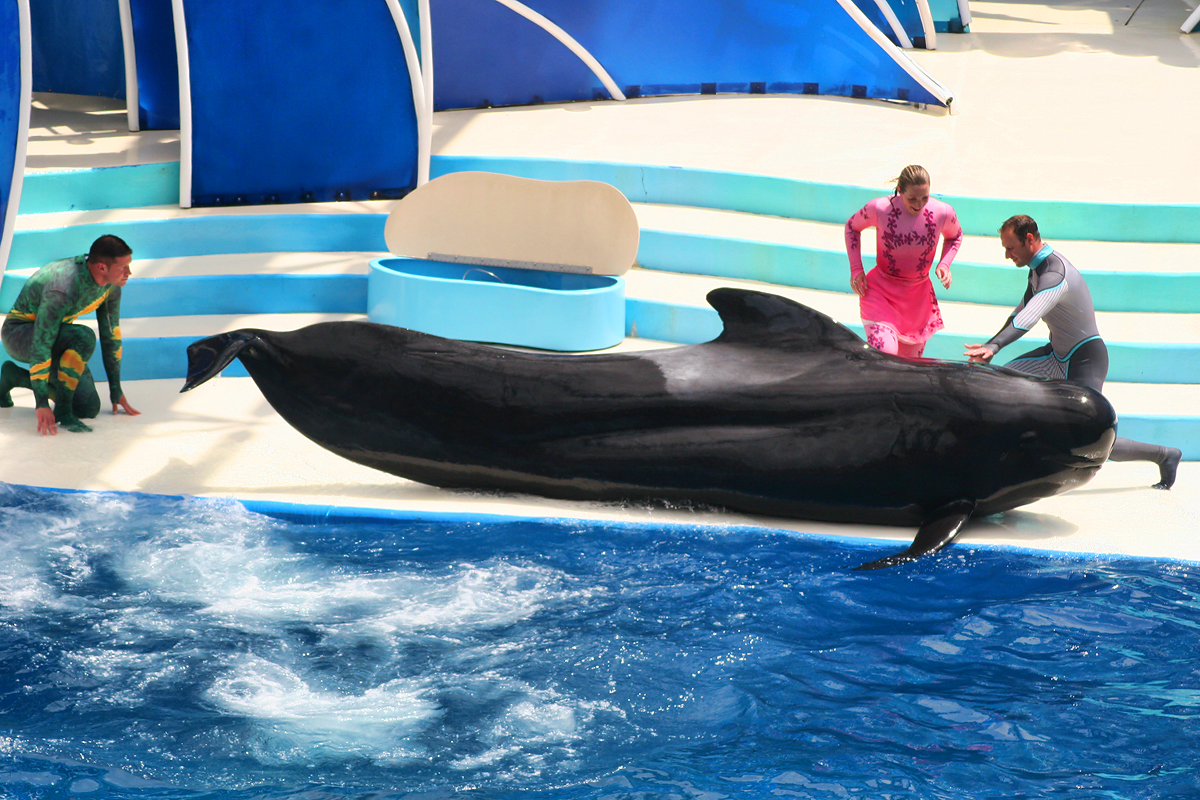
Kulohlavec Sieboldův v mořském parku v americkém San Diegu (2012)

Kulohlavci byli vzati do chovů v zajetí již nejméně od konce 40. let 20. století. Chov kulohlavců v zajetí se však nikdy dost dobře nedařil a očekávaná délka dožití tohoto dlouhožijícího druhu bývá extrémně nízká. Podle studie z roku 1975 analyzující dostupná data pro 27 z 33 tehdy známých chovaných kulohlavců Sieboldových kolem 35 % kulohlavců vzatých do zajetí uhynulo do 30 dní a do 2 let v zajetí zemřelo až 75 % kulohlavců Sieboldových. Existují však i výjimky, jako je samice Bubbles, která vydržela v zajetí přežít takřka 30 let. Na přelomu 60. a 70. let byla v rámci amerického námořnictva testována dvojice kulohlavců při projektu, jehož cílem bylo naučit kulohlavce spolupracovat při nalézání a vytahování objektů spadlých do moře během námořních cvičeních. Kulohlavec nesl v tlamě svorku s nádržkami s balónky se stlačeným vzduchem. Po připnutí svorky byly z nádržek vypuštěny balónky, které se naplnily vzduchem a předmět byl vynesen na hladinu.

### Ohrožení
Mezinárodní svaz ochrany přírody považuje oba druhy kulohlavců za málo dotčené. Vedle lovu však kulohlavci na moři čelí četným dalším nástrahám, za nimiž typicky stojí člověk a jeho aktivity. Patří k nim hlavně kontakt kulohlavců s rybářským náčiním, zejména rybářskými sítěmi, do kterých se mohou snadno zamotat a udusit se. Globální data nicméně nejsou k dispozici, protože ne všechny země shromažďují potřebné údaje. Globální oteplování bude mít vliv na změnu distribuce potravy kulohlavců. Podobně jako ostatní mořští savci, i kulohlavci jsou silně náchylní k hromadění toxinů a těžkých kovů v těle. Množství těžkých kovů v tělech kulohlavců černých dokonce dosáhlo takového množství, že dlouhodobá konzumace jejich masa není doporučena.